# Universitatea din München
Universitatea Ludwig-Maximilian (în germană Ludwig-Maximilians-Universität, acronim LMU) este o universitate în capitala bavareză München. Fondarea universității a avut loc în 1472 la Ingolstadt. Este numită după fondatorii ei, principele Ludovic al IX-lea și regele Maximilian I Iosif.
În anul 1826 și-a mutat sediul de la Ingolstadt la München.
În această universitate s-au format și au profesat 34 de laureați ai Premiului Nobel.

## Profesori renumiți
- Friedrich Wilhelm Schelling, filosof idealist
- Karl von Frisch, laureat al Premiului Nobel pentru Medicină
- Kurt Huber, profesor de teorie muzicală, executat de regimul nazist
- Wilhelm Wien, laureat al Premiului Nobel pentru Fizică
- Joseph Ratzinger, papă
- Theodor Wolfgang Hänsch, laureat al Premiului Nobel pentru Fizică